# Никитська волость
Никитська волость — історична адміністративно-територіальна одиниця Пружанського повіту Гродненської губернії Російської імперії (волость). Волосний центр — колонія Микитичі.
Станом на 1885 рік складалася з 11 поселень, 8 сільських громад. Населення — 2547 осіб, 203 дворові господарства, 6639 десятин землі (3558 — орної).

## У складі Польщі
Після анексії Полісся Польщею волость отримала назву ґміна Мікітиче Пружанського повіту Поліського воєводства Польської республіки (гміна). Адміністративним центром була колонія Микитичі.
Станом на 1926 рік ґміну складали:
- 9 сіл:
  - Вільшани (Л)
  - Вінець (М)
  - Заболоття (П)
  - Загір'я (П)
  - Задворяни (П)
  - Куплин (П)
  - Олішевичі (П)
  - Смоляни (П)
  - Тулівщина (П)
- 6 фільварків:
  - Борок (П)
  - Новий Куплин (П)
  - Скопівка (Л)
  - Шуляківщина (П)
  - І Загір'я (П)
  - II Загір'я  (П)
- 2 колонії:
  - Балабанівка (П)
  - Микитичі (П)

Ґміна Мікітиче ліквідована розпорядженням Міністра Внутрішніх Справ 5 січня 1926 р. приєднанням більшої частини (П) до новоствореної ґміни Пружана та менших — до ґмін Малеч (М) і Ліново (Л)